# 永島正一
永島 正一（ながしま しょういち、1912年11月5日 - 1987年7月1日）は、長崎の郷土史家。

## 略歴
長崎市生まれ。海星中学校卒業後、38年間長崎県立図書館に勤務。その間古賀十二郎に師事し「長崎の生き字引」といわれた。構成・語りを担当した長崎放送のラジオ番組「長崎ものしり手帳」は1953年から1986年まで33年間、1万163回放送された。1972年、長崎新聞文化賞受賞。

## 著書
- 『長崎ものしり手帳』長崎放送 1972　葦書房 1997
- 『長崎街道』写真: 小林勝 親和銀行済美会 1973
- 『長崎・平戸』写真: 中村昭夫 朝日新聞社 1974
- 『続・長崎街道』写真: 小林勝 親和銀行済美会 1976
- 『続・長崎ものしり手帳』長崎放送 1977
- 『続々・長崎ものしり手帳』長崎放送 1983

### 共編など
- 『長崎百年』嘉村国男共編 長崎文献社　1965
- 小笠原長生『鶴の港名残の一声 金波浄瑠璃 源太郎物語の段』編 長崎学会 1959
- 古賀十二郎『丸山遊女と唐紅毛人』校注 長崎文献社 1968-1969